# Gert de Meijer
Gert de Meijer (Terneuzen, 1953 - Vlissingen, 27 december 2006) was een Nederlandse gitarist, die vooral bekend werd door zijn 12-snarig gitaarspel. 
De Meijer maakte in 1976 op 22-jarige leeftijd zijn eerste elpee bij Munich Records / Stoof. Daarna volgden enkele albums in eigen beheer. In 2000 verscheen het album Behind the Dunes bij het Duitse Acoustic Music records. In 2003 volgde Acoustickled. In 2005 verscheen, in eigen beheer, het album Spirit of the Turtle. 
De Meijers basis lag in de folk en blues, maar gaandeweg ontwikkelde hij zich tot een veelzijdige en van verschillende technieken gebruik makende gitarist. Geïnspireerd door grootse artiesten als John Fahey, Leo Kottke, Bruce Cockburn en Richard Thompson, creëerde hij een eigen stijl van een hoog technisch niveau. Op 27 december 2006 overleed hij op 53-jarige leeftijd, na een kort ziekbed, aan de gevolgen van longkanker. 